# Lotterio Rusca
Lotterio Rusca (* um 1380 in Como; † 1419 in Castel San Pietro) war Graf der Landschaft Lugano, Chiavenna und der Pieven Riva San Vitale und Balerna.

## Leben
Lotterio war Sohn des Franchino und von 1408 bis 1412 Nachfolger seines Vaters als Herr von Como, aber nicht von Lugano und dessen Talschaft. Er huldigte 1413 Kaiser Sigismund in Tesserete. Graf Lotterio war Podestà von Mailand, 1413 wurde er Reichsvikar in Como. Von Herzog Filippo Maria Visconti angegriffen, ohne vom Kaiser Hilfe zu erhalten, trat Lotterio im September 1416 dem Herzog von Mailand die Stadt und die dam als geschaffene Grafschaft Como ab. Er erhielt dafür mit dem Grafentitel das zur Grafschaft umgewandelte Luganertal und die Pievi Riva San Vitale und Balerna, sowie die Schlösser Morcote, Capolago, Castel San Pietro, Schloss und Dorf Sonvico, das Tal von Chiavenna mit seinem Schloss, ferner den Turm von Olonio, über alles die volle Gerichtsbarkeit mit Blutbann, sowie 15.000 Gold- und 1000 Silbergulden. 
Der Grafentitel blieb den Rusca von Lugano und Bioggio, wurde jedoch auch, obschon widerrechtlich, von den Rusca von Locarno geführt. Lotterio prägte Münzen; man schreibt ihm auch den Bau eines Schlosses in Lugano, der Einsiedelei und des Turms San Nicolao in Mendrisio zu. Er starb 1419 in Castel San Pietro ohne legitime Nachkommen. Seine illegitimen Kinder wurden 1437 ins Bürgerrecht von Mailand aufgenommen.